# Groty Kumran

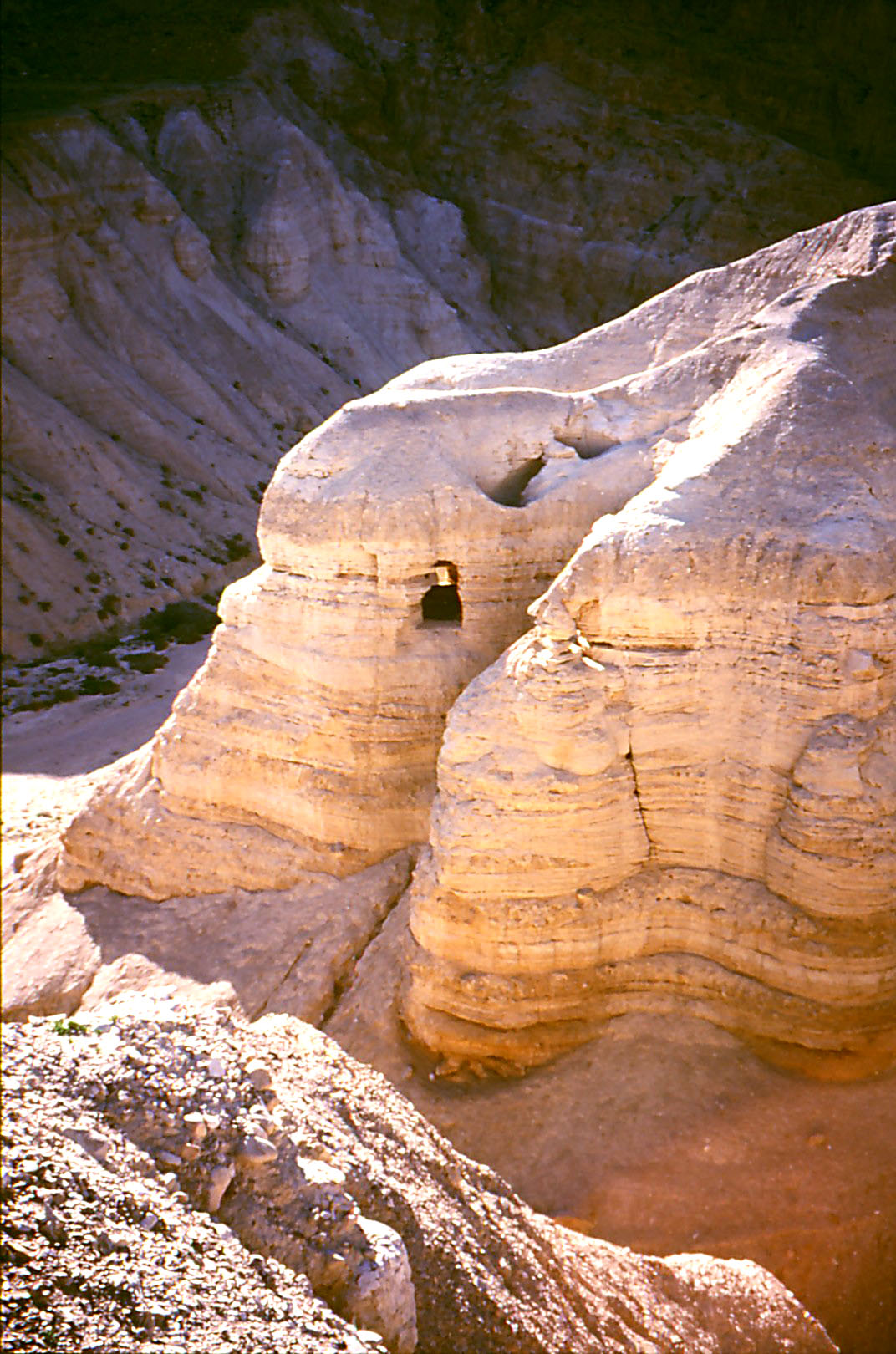
Niektóre z grot, w których odnaleziono starożytne zwoje

Groty Kumran – jedenaście jaskiń położonych w pobliżu Kumran, w których odkryto zwoje znad Morza Martwego. Odnalezione ślady wskazują, że część z nich była zasiedlana od tysięcy lat.
Większość powstała w sposób naturalny, jednak niektóre groty zostały wykute w miękkiej marglowej skale przypuszczalnie w okresie osadnictwa w Kumran i służyły jako magazyny lub mieszkania. Siedem z nich znajduje się w bliskim sąsiedztwie osady, jedna na zachodzie, a dwie w wąwozie położonym na północy. Do trzech z nich dostęp prowadził jedynie od strony osady.

## Rękopisy z Qumran
W 1947 roku trzech beduińskich chłopców udawał się ze stadem owiec i kóz do oazy Ain Feszcha. Gdy okazało się, że jedna z kóz zaginęła, jeden z nich udał się na poszukiwania. Przypadkowo natrafił na nieznaną sobie wcześniej jaskinię. Rzucił do jaskini kamień i usłyszał dźwięk tłuczonego dzbana. Następnego dnia postanowił wrócić w to samo miejsce z kolegą, Muhammadem ed-Dibem. Jak się później okazało natrafił na jaskinię, w której znajdowały się ukryte w dzbanie hebrajskie zwoje sprzed blisko dwóch tysięcy lat. W dzbanie tym znajdowało się siedem dużych, w miarę dobrze zachowanych zwojów. Odkrycie to rozłożone w czasie pociągnęło za sobą następne, co spowodowało odnalezienie w tym regionie 11 jaskiń zawierających zwoje oraz współczesną im osadę Kumran. W promieniu ośmiu kilometrów od niej przeszukano około 230 jaskiń, szczelin i innych kryjówek.
Łącznie w latach 1947–1956 odnaleziono zbiór 900 rękopisów spisanych po hebrajsku, aramejsku i grecku, w tym 233 manuskrypty biblijne.

## Badania grot
W latach 1984–1985 Joseph Patrich i Jigael Jadin przeprowadzili dokładną ekspertyzę 57 grot położonych na północ od Qumran oraz dwóch na południu. W latach 1985–1991 Patrich zbadał jeszcze pięć jaskiń i na ich podstawie doszedł do wniosku, że groty nie służyły jako mieszkania, lecz jako magazyny i kryjówki.
W 1988 roku w jaskini oznaczonej jako numerem 13 odnalazł mały dzbanek owinięty włóknem palmowym, w którym znajdowały się pozostałości lepkiego płynu. Patrich uznał, że mogą to być resztki aromatycznego balsamu. W 1991 r. odnalazł jeszcze kilka dzbanów oraz kompletny słój z suszonymi daktylami, co zdaniem naukowca mogło sugerować zawód jego właściciela, jednak w pobliżu nie odnaleziono żadnych innych śladów, które by to potwierdzały.
W dużej grocie oznaczonej przez Patricha numerem 24, leżącej między grotą 11Q i 3Q, odnaleziono znaki wskazujące na krótkotrwałe zasiedlenie. Z kolei jaskinia FQ37 znajdująca się na wysokim klifie dwa kilometry od Kumran, była trwale zamieszkiwana z uwagi na swój trudny dostęp.
Na przełomie 1995/1996 roku na wykopaliska przybyli Magen Broshi i Hanan Eshel, którzy postanowili zbadać groty pominięte przez Patricha, a które jak przypuszczali mogły być niegdyś zamieszkiwane. Skupili się wyłącznie na dwóch jaskiniach położonych w małym wąwozie na północ od Kumran, które oznaczyli jako C i F. Pierwsza z nich miała zawalony strop, przez który do jej wnętrza dostał się muł naniesiony przez powódź, jednak odkryto w niej 280 naczyń. Z kolei druga była zupełnie zawalona, ale po odgruzowaniu odnaleziono w niej 110 naczyń i ich fragmentów. Stąd uczeni wywnioskowali, że obszar ten był w przeszłości zamieszkany.